# Erdal Öztürk
Erdal Öztürk (sinh ngày 10 tháng 9 năm 1991) là một cầu thủ bóng đá Đức thi đấu cho Kayserispor tại Süper Lig. Sinh ra ở Đức và có gốc Thổ Nhĩ Kỳ, Öztürk đại diện cả hai quốc gia ở cấp độ trẻ.

## Sự nghiệp chuyên nghiệp
Öztürk gia nhập Kayserispor từ FC Bayern München II ngày 13 tháng 6 năm 2017. Öztürk ra mắt chuyên nghiệp cho Kayserispor trong trận thắng 3-1 tại Cúp bóng đá Thổ Nhĩ Kỳ trước Antalyaspor ngày 27 tháng 12 năm 2017.